# Davis Cup 2024
Davis Cup 2024 var den 112. udgave af Davis Cup, arrangeret af International Tennis Federation. Slutrunden med deltagelse af 16 hold blev afviklet i to stadier. Gruppespillet blev spillet i perioden  10. - 15. september 2024, mens kvartfinalerne, semifinalerne og finalen blev spillet den 19. - 24. november 2024 på indendørs hardcourt i Málaga, Spanien, der var vært for Davis Cup-slutrunden for tredje år i træk.
Turneringen blev vundet af Italien, som besejrede Holland med 2-0 i finalen, og som dermed vandt mesterskabet for andet år i træk og tredje gang i alt. Holland var i Davis Cup-finalen første gang i turneringens historie. Det vindende italienske hold bestod af Jannik Sinner, Lorenzo Musetti, Matteo Berrettini, Andrea Vavassori og Simone Bolelli, mens Holland blev repræsenteret af Tallon Griekspoor, Botic van de Zandschulp, Jesper de Jong og Wesley Koolhof.
Rafael Nadal spillede sin sidste kamp som professionel tennisspiller i kvartfinalen, hvor han tabte til Botic van de Zandschulp i den første singlekamp i holdkampen mellem Spanien og Holland.
Mesterskabet havde i alt deltagelse af ___ hold.

## Format
Tekst mangler, hjælp os med at skrive teksten

## Playoff-kampe
Sæsonen blev indledt med playoff-kampe i februar 2024 på tre niveauer:
- I kvalifikationen spillede 24 hold om 12 pladser i slutrunden og 12 pladser i World Group I.
- I World Group I playoff spillede 24 hold om 12 pladser i World Group I og 12 pladser i World Group II.
- I World Group II playoff spillede 24 hold om 12 pladser i World Group II og 12 pladser i Gruppe III.

### Kvalifikation
I kvalifikationen spillede 24 hold om 12 pladser i gruppespillet ved slutrunden. De 24 hold bestod af
- De 12 hold fra slutrunden i Davis Cup 2023, som ikke kvalificerede sig direkte til gruppespillet i 2024 som vinder (Italien) eller finalist (Australien) i 2023, og som ikke modtog et wildcard til gruppespillet i 2024 (Spanien og Storbritannien).
- De 12 hold, som vandt deres kampe i World Group I ved Davis Cup 2023.

De 24 hold blev parret i 12 playoff-kampe, hvorfra vinderene kvalificerede sig til gruppespillet, mens taberne måtte tage til takke med spil i World Group I. I hvert opgør gik hjemmebanefordelen til det hold, der i det seneste opgør mellem de to hold havde haft udebane. Hvis holdene ikke havde mødt hinanden tidligere, blev der trukket lod.
Kampene blev spillet over to dage, enten 2. - 3. februar eller 3. - 4. februar 2024.
| Hjemmehold   | Udehold         | Res. | Spillested                                | By                   |
| ------------ | --------------- | ---- | ----------------------------------------- | -------------------- |
| Canada [1]   | Sydkorea        | 3–1  | Stade IGA                                 | Montréal, Canada     |
| Serbien [2]  | Slovakiet       | 0–4  | Hala sportova u Kraljevu                  | Kraljevo, Serbien    |
| Kroatien [3] | Belgien         | 1–3  | Arena Varaždin                            | Varaždin, Kroatien   |
| Ungarn       | Tyskland [4]    | 2–3  | Tatabányai Multifunkcionális Sportcsarnok | Tatabánya, Ungarn    |
| Holland [5]  | Schweiz         | 3–2  | Martiniplaza                              | Groningen, Holland   |
| Tjekkiet [6] | Israel          | 4–0  | Vitality Slezsko                          | Třinec, Tjekkiet     |
| Ukraine      | USA [7]         | 0–4  | SEB Arena                                 | Vilnius, Litauen     |
| Finland [8]  | Portugal        | 3–1  | Gatorade Center                           | Turku, Finland       |
| Taiwan       | Frankrig [9]    | 0–4  | Taipei Tennis Center                      | Taipei, Taiwan       |
| Argentina    | Kasakhstan [10] | 3–2  | Jockey Club de Rosario                    | Rosario, Argentina   |
| Sverige [11] | Brasilien       | 1–3  | Helsingborg Arena                         | Helsingborg, Sverige |
| Chile [12]   | Peru            | 3–2  | Estadio Nacional de Chile                 | Santiago, Chile      |

### World Group I playoff
I World Group I playoff spillede 24 hold om 12 pladser i World Group I. 
World Group I playoff havde deltagelse af:
- 12 hold, der havde tabt deres kamp i World Group I ved Davis Cup 2023.
- 12 hold, der havde vundet deres kamp i World Group II ved Davis Cup 2023.

De 24 hold mødtes i 12 playoff-kampe, og de 12 vindere kvalificerede sig til World Group I, mens de 12 tabende hold måtte tage til takke med spil i World Group II.
Kampene blev spillet over to dage, enten 2. - 3. februar eller 3. - 4. februar 2024. Kampen mellem Ecuador og Egypten skulle egentlig have været spillet i Ecuador, men på grund af ændringerne i sikkerhedssituationen i Ecuador, blev kampen flyttet til Egypten.
| Hjemmehold     | Udehold                 | Res. | Spillested                  | By                    |
| -------------- | ----------------------- | ---- | --------------------------- | --------------------- |
| Colombia [1]   | Luxembourg              | 3–2  | Club Bellavista Colsubsidio | Bogotá, Colombia      |
| Libanon        | Japan [2]               | 1–3  | Smash Sporting Club         | Cairo, Egypten        |
| Irland         | Østrig [3]              | 0–4  | UL Sport Arena              | Limerick, Irland      |
| Egypten        | Ecuador [4]             | 3–1  | El Gezira Sporting Club     | Cairo, Egypten        |
| Norge [5]      | Letland                 | 4–0  | Gjøvik Olympiske Fjellhall  | Gjøvik, Norge         |
| Grækenland     | Rumænien [6]            | 4–0  | Liossia Olympiske Sportshal | Athen, Grækenland     |
| Bulgarien      | Bosnien-Hercegovina [7] | 1–3  | Avenue Tennis Center        | Burgas, Bulgarien     |
| Usbekistan [8] | Polen                   | 0–4  | Humo Arena                  | Tasjkent, Usbekistan  |
| New Zealand    | Tyrkiet [9]             | 1–3  | ASB Tennis Arena            | Auckland, New Zealand |
| Mexico         | Danmark [10]            | 1–3  | Hacienda San Javier         | Guadalajara, Mexico   |
| Pakistan       | Indien [11]             | 0–4  | Pakistan Sports Complex     | Islamabad, Pakistan   |
| Litauen [12]   | Georgien                | 3–2  | SEB Arena                   | Vilnius, Litauen      |

### World Group II playoff
I World Group II playoff spillede 24 hold om 12 pladser i World Group II. 
World Group II playoff havde deltagelse af:
- 12 hold, der havde tabt deres kamp i World Group II ved Davis Cup 2023.
- 12 hold, der var rykket op fra Gruppe III ved Davis Cup 2023.

De 24 hold mødtes i 12 playoff-kampe, og de 12 vindere kvalificerede sig til World Group II, mens de 12 tabende hold måtte tage til takke med spil i Gruppe III.
Kampene blev spillet over to dage, enten 2. - 3. februar eller 3. - 4. februar 2024, bortset fra kampen mellem Iran og Estland, der på grund af urolighederne i regionen blev flyttet til Sri Lanka og først afviklet i dagene 15. - 16. marts 2024.
| Hjemmehold      | Udehold         | Res. | Spillested                                                 | By                       |
| --------------- | --------------- | ---- | ---------------------------------------------------------- | ------------------------ |
| Uruguay [1]     | Moldova         | 3–2  | Carrasco Lawn Tennis Club                                  | Montevideo, Uruguay      |
| Kina            | Slovenien [2]   | 3–2  | Guangzhou Development District International Tennis School | Guangzhou, Kina          |
| Tunesien [3]    | Costa Rica      | 3–0  | Cité Nationale Sportive El Menzah                          | Tunis, Tunesien          |
| El Salvador [4] | Pacific Oceania | 4–0  | Polideportivo de Ciudad Merliot Santa Tecia                | Santa Tecla, El Salvador |
| Hongkong [5]    | Zimbabwe        | 3–1  | Victoria Park Tennis Stadium                               | Hongkong, Kina           |
| Jamaica         | Barbados [6]    | 2–3  | Eric Bell National Tennis Center                           | Kingston, Jamaica        |
| Cypern          | Marokko [7]     | 1–3  | National Tennis Center                                     | Nicosia, Cypern          |
| Vietnam         | Sydafrika [8]   | 2–3  | Hanaka Paris Ocean Park                                    | Tu Son, Vietnam          |
| Togo            | Indonesien [9]  | 3–2  | Stade Omnisport de Lomé                                    | Lomé, Togo               |
| Bolivia [10]    | Thailand        | 4–0  | Club de Tenis La Paz                                       | La Paz, Bolivia          |
| Iran            | Estland [11]    | 1–3  | Sri Lanka Lawn Tennis Association Complex                  | Colombo, Sri Lanka       |
| Paraguay        | Monaco [12]     | 1–3  | Club Internacional de Tenis                                | Asunción, Paraguay       |

## Slutrunde
Slutrunden havde deltagelse af 16 hold og blev afviklet i to faser:
- Et gruppespil med 4 puljer a 4 hold, hvorfra de to bedste hold i hver pulje kvalificerede sig til kvartfinalerne.
- Et slutspil med de 8 hold, der var gået videre fra gruppespillet, med kvartfinaler, semifinaler og finale.

### Præmier
Holdene spillede om følgende præmier.
| Resultat      | Præmier pr. hold |
| ------------- | ---------------- |
| Vinder        | $ 2.678.571      |
| Finalist      | $ 1.607.143      |
| Semifinalist  | $ 1.071.429      |
| Kvartfinalist | $ 535.714        |
| Gruppevinder  | $ 460.714        |
| Gruppetoer    | $ 412.500        |
| Gruppetreer   | $ 375.000        |
| Gruppefirer   | $ 358.929        |

### Gruppespil
Gruppespillet blev afviklet i fire grupper med fire hold i hver gruppe. Følgende fire værtsbyer var blevet udpeget for gruppespillet:
- Bologna, Italien
- Manchester, Storbritannien
- Valencia, Spanien
- Zhuhai, Kina

I hver gruppe spillede de fire hold en enkeltturnering alle-mod-alle, og de to bedste hold i hver gruppe gik videre til slutspillet.

#### Hold
Gruppespillet havde deltagelse af 16 hold:
- Vinderen og finalisten fra Davis Cup 2023.
- 2 hold, der havde fået et wildcard.
- 12 hold, der havde vundet deres playoff-kamp i kvalifikationen.

| Hold           | Kvalificeret som             |
| -------------- | ---------------------------- |
| Italien        | Vinder af Davis Cup 2023     |
| Australien     | Finalist i Davis Cup 2023    |
| Spanien        | Wildcard                     |
| Storbritannien | Wildcard                     |
| Argentina      | Vinder af kvalifikationskamp |
| Belgien        | Vinder af kvalifikationskamp |
| Brasilien      | Vinder af kvalifikationskamp |
| Canada         | Vinder af kvalifikationskamp |
| Chile          | Vinder af kvalifikationskamp |
| Finland        | Vinder af kvalifikationskamp |
| Frankrig       | Vinder af kvalifikationskamp |
| Holland        | Vinder af kvalifikationskamp |
| Slovakiet      | Vinder af kvalifikationskamp |
| Tjekkiet       | Vinder af kvalifikationskamp |
| Tyskland       | Vinder af kvalifikationskamp |
| USA            | Vinder af kvalifikationskamp |

#### Seedninger
De 16 hold blev inddelt i fire seedningslag.
| Seedningslag 1 | Seedningslag 2 | Seedningslag 3 | Seedningslag 4 |
| -------------- | -------------- | -------------- | -------------- |
| Italien (1)    | Holland        | Frankrig       | Chile          |
| Australien (2) | Tjekkiet       | Storbritannien | Brasilien      |
| Canada (3)     | USA            | Belgien        | Spanien        |
| Tyskland (4)   | Finland        | Slovakiet      | Argentina      |

#### Lodtrækning
Holdene blev ved lodtrækning inddelt i fire grupper med et hold fra hvert seedningslag.
| Gruppe A i Bologna | Gruppe B i Valencia | Gruppe C i Zhuhai | Gruppe D i Manchester |
| ------------------ | ------------------- | ----------------- | --------------------- |
| Italien (1)        | Australien (2)      | Tyskland (4)      | Canada (3)            |
| Holland            | Tjekkiet            | USA               | Finland               |
| Belgien            | Frankrig            | Slovakiet         | Storbritannien        |
| Brasilien          | Spanien             | Chile             | Argentina             |

#### Holdopstilling
| Hold           | Spiller nr. 1         | Spiller nr. 2           | Spiller nr. 3           | Spiller nr. 4         | Spiller nr. 5          | Holdkaptajn        |
| -------------- | --------------------- | ----------------------- | ----------------------- | --------------------- | ---------------------- | ------------------ |
| Belgien        | Zizou Bergs           | Raphaël Collignon       | Alexander Blockx        | Sander Gillé          | Joran Vliegen          | Steve Darcis       |
| Brasilien      | Thiago Monteiro       | João Fonseca            | Felipe Meligeni Alves   | Rafael Matos          | Marcelo Melo           | Jaime Oncins       |
| Italien        | Flavio Cobolli        | Matteo Arnaldi          | Matteo Berrettini       | Andrea Vavassori      | Simone Bolelli         | Filippo Volandri   |
| Holland        | Tallon Griekspoor     | Botic van de Zandschulp | Jesper de Jong          | Robin Haase           | Wesley Koolhof         | Paul Haarhuis      |
| Australien     | Alexei Popyrin        | Jordan Thompson         | Thanasi Kokkinakis      | Max Purcell           | Matthew Ebden          | Lleyton Hewitt     |
| Tjekkiet       | Tomáš Macháč          | Jiří Lehečka            | Jakub Menšík            | Adam Pavlásek         |                        | Jaroslav Navrátil  |
| Frankrig       | Ugo Humbert           | Arthur Fils             | Arthur Rinderknech      | Pierre-Hugues Herbert | Édouard Roger-Vasselin | Paul-Henri Mathieu |
| Spanien        | Carlos Alcaraz        | Pedro Martínez          | Roberto Bautista Agut   | Pablo Carreño Busta   | Marcel Granollers      | David Ferrer       |
| Chile          | Alejandro Tabilo      | Nicolás Jarry           | Cristian Garín          | Tomás Barrios Vera    | Matías Soto            | Nicolás Massú      |
| Tyskland       | Yannick Hanfmann      | Maximilian Marterer     | Henri Squire            | Kevin Krawietz        | Tim Pütz               | Michael Kohlmann   |
| Slovakiet      | Jozef Kovalík         | Lukáš Klein             | Alex Molčan             | Norbert Gombos        | Igor Zelenay           | ? Tóth             |
| USA            | Brandon Nakashima     | Mackenzie McDonald      | Reilly Opelka           | Rajeev Ram            | Austin Krajicek        | Bob Bryan          |
| Argentina      | Sebastián Báez        | Francisco Cerúndolo     | Tomás Martín Etcheverry | Andrés Molteni        | Máximo González        | Guillermo Coria    |
| Canada         | Félix Auger-Aliassime | Denis Shapovalov        | Gabriel Diallo          | Alexis Galarneau      | Vasek Pospisil         | Frank Dancevic     |
| Finland        | Otto Virtanen         | Eero Vasa               | Patrick Kaukovalta      | Harri Heliövaara      | Patrik Niklas-Salminen | Jarkko Nieminen    |
| Storbritannien | Jack Draper           | Billy Harris            | Daniel Evans            | Henry Patten          | Neal Skupski           | Leon Smith         |

#### Gruppe A
Kampene i gruppe A blev afvikliet i Unipol Arena i Bologna, Italien.
Stilling
| Plac. | Hold      | Holdkampe (V-T) | Kampe (V-T)   | Sæt (V-T)       | Partier (V-T)     |
| ----- | --------- | --------------- | ------------- | --------------- | ----------------- |
| 1.    | Italien   | 3–0             | 6–3 (66,67 %) | 14–10 (58,33 %) | 134–130 (50,76 %) |
| 2.    | Holland   | 1–2             | 4–5 (44,44 %) | 12–10 (54,55 %) | 121–122 (49,79 %) |
| 3.    | Brasilien | 1–2             | 4–5 (44,44 %) | 10–13 (43,48 %) | 127–132 (49,03 %) |
| 4.    | Belgien   | 1–2             | 4–5 (44,44 %) | 11–14 (44 %)    | 133–131 (50,38 %) |

Holdkampe
| \| Kamp \| Holland \| Belgien \| Resultat \| Stilling \| \| 1 \| Botic van de Zandschulp \| Raphaël Collignon \| 7-5, 7-6(6) \| 1-0 til Holland \| \| 2 \| Tallon Griekspoor \| Zizou Bergs \| 2-6, 7-6(2), 3-6 \| 1-1 \| \| 3 \| Wesley Koolhof Botic van de Zandschulp \| Sander Gillé Joran Vliegen \| 6-4, 6-7(5), 4-6 \| 2-1 til Belgien \| |                                        |                            |                  |                 |
| Kamp | Holland                                | Belgien                    | Resultat         | Stilling        |
| 1 | Botic van de Zandschulp                | Raphaël Collignon          | 7-5, 7-6(6)      | 1-0 til Holland |
| 2 | Tallon Griekspoor                      | Zizou Bergs                | 2-6, 7-6(2), 3-6 | 1-1             |
| 3 | Wesley Koolhof Botic van de Zandschulp | Sander Gillé Joran Vliegen | 6-4, 6-7(5), 4-6 | 2-1 til Belgien |

| \| Kamp \| Italien \| Brasilien \| Resultat \| Stilling \| \| 1 \| Matteo Berrettini \| João Fonseca \| 6-1, 7-6(5) \| 1-0 til Italien \| \| 2 \| Matteo Arnaldi \| Thiago Monteiro \| 7-5, 6-7(4), 7-6(5) \| 2-0 til Italien \| \| 3 \| Simone Bolelli Andrea Vavassori \| Rafael Matos Marcelo Melo \| 7-6(3), 6-7(6), 5-7 \| 2-1 til Italien \| |                                 |                           |                     |                 |
| Kamp | Italien                         | Brasilien                 | Resultat            | Stilling        |
| 1 | Matteo Berrettini               | João Fonseca              | 6-1, 7-6(5)         | 1-0 til Italien |
| 2 | Matteo Arnaldi                  | Thiago Monteiro           | 7-5, 6-7(4), 7-6(5) | 2-0 til Italien |
| 3 | Simone Bolelli Andrea Vavassori | Rafael Matos Marcelo Melo | 7-6(3), 6-7(6), 5-7 | 2-1 til Italien |

| \| Kamp \| Holland \| Brasilien \| Resultat \| Stilling \| \| 1 \| Botic van de Zandschulp \| João Fonseca \| 4-6, 6-7(3) \| 1-0 til Brasilien \| \| 2 \| Tallon Griekspoor \| Thiago Monteiro \| 7-6(2), 6-4 \| 1-1 \| \| 3 \| Wesley Koolhof Botic van de Zandschulp \| Rafael Matos Marcelo Melo \| 6-4, 7-6(5) \| 2-1 til Holland \| |                                        |                           |             |                   |
| Kamp | Holland                                | Brasilien                 | Resultat    | Stilling          |
| 1 | Botic van de Zandschulp                | João Fonseca              | 4-6, 6-7(3) | 1-0 til Brasilien |
| 2 | Tallon Griekspoor                      | Thiago Monteiro           | 7-6(2), 6-4 | 1-1               |
| 3 | Wesley Koolhof Botic van de Zandschulp | Rafael Matos Marcelo Melo | 6-4, 7-6(5) | 2-1 til Holland   |

| \| Kamp \| Italien \| Belgien \| Resultat \| Stilling \| \| 1 \| Matteo Berrettini \| Alexander Blockx \| 3-6, 6-2, 7-5 \| 1-0 til Italien \| \| 2 \| Flavio Cobolli \| Zizou Bergs \| 3-6, 7-6(5), 0-6 \| 1-1 \| \| 3 \| Simone Bolelli Andrea Vavassori \| Sander Gillé Joran Vliegen \| 7-6(2), 7-5 \| 2-1 til Italien \| |                                 |                            |                  |                 |
| Kamp | Italien                         | Belgien                    | Resultat         | Stilling        |
| 1 | Matteo Berrettini               | Alexander Blockx           | 3-6, 6-2, 7-5    | 1-0 til Italien |
| 2 | Flavio Cobolli                  | Zizou Bergs                | 3-6, 7-6(5), 0-6 | 1-1             |
| 3 | Simone Bolelli Andrea Vavassori | Sander Gillé Joran Vliegen | 7-6(2), 7-5      | 2-1 til Italien |

| \| Kamp \| Belgien \| Brasilien \| Resultat \| Stilling \| \| 1 \| Raphaël Collignon \| João Fonseca \| 3-6, 7-6(2), 3-6 \| 1-0 til Brasilien \| \| 2 \| Zizou Bergs \| Thiago Monteiro \| 6-4, 6-7(5), 5-7 \| 2-0 til Brasilien \| \| 3 \| Sander Gillé Joran Vliegen \| Rafael Matos Felipe Meligeni Alves \| 6-3, 3-6, 6-4 \| 2-1 til Brasilien \| |                            |                                    |                  |                   |
| Kamp | Belgien                    | Brasilien                          | Resultat         | Stilling          |
| 1 | Raphaël Collignon          | João Fonseca                       | 3-6, 7-6(2), 3-6 | 1-0 til Brasilien |
| 2 | Zizou Bergs                | Thiago Monteiro                    | 6-4, 6-7(5), 5-7 | 2-0 til Brasilien |
| 3 | Sander Gillé Joran Vliegen | Rafael Matos Felipe Meligeni Alves | 6-3, 3-6, 6-4    | 2-1 til Brasilien |

| \| Kamp \| Italien \| Holland \| Resultat \| Stilling \| \| 1 \| Matteo Berrettini \| Botic van de Zandschulp \| 3-6, 6-4, 6-4 \| 1-0 til Italien \| \| 2 \| Flavio Cobolli \| Tallon Griekspoor \| 7-6(4), 4-6, 6-3 \| 2-0 til Italien \| \| 3 \| Simone Bolelli Andrea Vavassori \| Robin Haase Wesley Koolhof \| 6-7(6), 5-7 \| 2-1 til Italien \| |                                 |                            |                  |                 |
| Kamp | Italien                         | Holland                    | Resultat         | Stilling        |
| 1 | Matteo Berrettini               | Botic van de Zandschulp    | 3-6, 6-4, 6-4    | 1-0 til Italien |
| 2 | Flavio Cobolli                  | Tallon Griekspoor          | 7-6(4), 4-6, 6-3 | 2-0 til Italien |
| 3 | Simone Bolelli Andrea Vavassori | Robin Haase Wesley Koolhof | 6-7(6), 5-7      | 2-1 til Italien |

#### Gruppe B
Gruppe B blev afviklet i Pavelló Municipal Font de Sant Lluís i Valencia, Spanien.
Stilling
| Plac. | Hold       | Holdkampe (V-T) | Kampe (V-T)   | Sæt (V-T)       | Partier (V-T)     |
| ----- | ---------- | --------------- | ------------- | --------------- | ----------------- |
| 1.    | Spanien    | 3–0             | 7–2 (77,78 %) | 15–9 (62,5 %)   | 130–109 (54,39 %) |
| 2.    | Australien | 2–1             | 6–3 (66,67 %) | 14–8 (63,64 %)  | 120–97 (55,3 %)   |
| 3.    | Frankrig   | 1–2             | 4–5 (44,44 %) | 11–12 (47,83 %) | 120–119 (50,21 %) |
| 4.    | Tjekkiet   | 0–3             | 1–8 (11,11 %) | 6–17 (26,09 %)  | 94–139 (40,34 %)  |

Holdkampe
| \| Kamp \| Australien \| Frankrig \| Resultat \| Stilling \| \| 1 \| Thanasi Kokkinakis \| Arthur Fils \| 7-6(4), 7-6(3) \| 1-0 til Australien \| \| 2 \| Alexei Popyrin \| Ugo Humbert \| 3-6, 2-6 \| 1-1 \| \| 3 \| Matthew Ebden Max Purcell \| Pierre-Hugues Herbert Édouard Roger-Vasselin \| 7-5, 5-7, 6-3 \| 2-1 til Australien \| |                           |                                              |                |                    |
| Kamp | Australien                | Frankrig                                     | Resultat       | Stilling           |
| 1 | Thanasi Kokkinakis        | Arthur Fils                                  | 7-6(4), 7-6(3) | 1-0 til Australien |
| 2 | Alexei Popyrin            | Ugo Humbert                                  | 3-6, 2-6       | 1-1                |
| 3 | Matthew Ebden Max Purcell | Pierre-Hugues Herbert Édouard Roger-Vasselin | 7-5, 5-7, 6-3  | 2-1 til Australien |

| \| Kamp \| Tjekkiet \| Spanien \| Resultat \| Stilling \| \| 1 \| Jiří Lehečka \| Roberto Bautista Agut \| 6-7(1), 4-6 \| 1-0 til Spanien \| \| 2 \| Tomáš Macháč \| Carlos Alcaraz \| 7-6(3), 1-6, 0-0 opg. \| 2-0 til Spanien \| \| 3 \| Jakub Menšík Adam Pavlásek \| Carlos Alcaraz Marcel Granollers \| 7-6(2), 3-6, 6-7(2) \| 3-0 til Spanien \| |                            |                                  |                       |                 |
| Kamp | Tjekkiet                   | Spanien                          | Resultat              | Stilling        |
| 1 | Jiří Lehečka               | Roberto Bautista Agut            | 6-7(1), 4-6           | 1-0 til Spanien |
| 2 | Tomáš Macháč               | Carlos Alcaraz                   | 7-6(3), 1-6, 0-0 opg. | 2-0 til Spanien |
| 3 | Jakub Menšík Adam Pavlásek | Carlos Alcaraz Marcel Granollers | 7-6(2), 3-6, 6-7(2)   | 3-0 til Spanien |

| \| Kamp \| Australien \| Tjekkiet \| Resultat \| Stilling \| \| 1 \| Thanasi Kokkinakis \| Jakub Menšík \| 6-2, 6-7(2), 6-3 \| 1-0 til Australien \| \| 2 \| Alexei Popyrin \| Tomáš Macháč \| 1-0 opg. \| 2-0 til Australien \| \| 3 \| Matthew Ebden Max Purcell \| Jakub Menšík Adam Pavlásek \| 6-4, 6-2 \| 3-0 til Australien \| |                           |                            |                  |                    |
| Kamp | Australien                | Tjekkiet                   | Resultat         | Stilling           |
| 1 | Thanasi Kokkinakis        | Jakub Menšík               | 6-2, 6-7(2), 6-3 | 1-0 til Australien |
| 2 | Alexei Popyrin            | Tomáš Macháč               | 1-0 opg.         | 2-0 til Australien |
| 3 | Matthew Ebden Max Purcell | Jakub Menšík Adam Pavlásek | 6-4, 6-2         | 3-0 til Australien |

| \| Kamp \| Frankrig \| Spanien \| Resultat \| Stilling \| \| 1 \| Arthur Fils \| Roberto Bautista Agut \| 6-2, 5-7, 3-6 \| 1-0 til Spanien \| \| 2 \| Ugo Humbert \| Carlos Alcaraz \| 3-6, 3-6 \| 2-0 til Spanien \| \| 3 \| Pierre-Hugues Herbert Édouard Roger-Vasselin \| Pablo Carreño Busta Marcel Granollers \| 7-6(7), 6-7(10), [10-8] \| 2-1 til Spanien \| |                                              |                                       |                         |                 |
| Kamp | Frankrig                                     | Spanien                               | Resultat                | Stilling        |
| 1 | Arthur Fils                                  | Roberto Bautista Agut                 | 6-2, 5-7, 3-6           | 1-0 til Spanien |
| 2 | Ugo Humbert                                  | Carlos Alcaraz                        | 3-6, 3-6                | 2-0 til Spanien |
| 3 | Pierre-Hugues Herbert Édouard Roger-Vasselin | Pablo Carreño Busta Marcel Granollers | 7-6(7), 6-7(10), [10-8] | 2-1 til Spanien |

| \| Kamp \| Tjekkiet \| Frankrig \| Resultat \| Stilling \| \| 1 \| Jakub Menšík \| Arthur Rinderknech \| 2-6, 6-3, 7-5 \| 1-0 til Tjekkiet \| \| 2 \| Jiří Lehečka \| Arthur Fils \| 7-6(5), 5-7, 4-6 \| 1-1 \| \| 3 \| Jakub Menšík Adam Pavlásek \| Pierre-Hugues Herbert Édouard Roger-Vasselin \| 6-7(4), 5-7 \| 2-1 til Frankrig \| |                            |                                              |                  |                  |
| Kamp | Tjekkiet                   | Frankrig                                     | Resultat         | Stilling         |
| 1 | Jakub Menšík               | Arthur Rinderknech                           | 2-6, 6-3, 7-5    | 1-0 til Tjekkiet |
| 2 | Jiří Lehečka               | Arthur Fils                                  | 7-6(5), 5-7, 4-6 | 1-1              |
| 3 | Jakub Menšík Adam Pavlásek | Pierre-Hugues Herbert Édouard Roger-Vasselin | 6-7(4), 5-7      | 2-1 til Frankrig |

| \| Kamp \| Australien \| Spanien \| Resultat \| Stilling \| \| 1 \| Jordan Thompson \| Pablo Carreño Busta \| 6-2, 2-6, 6-7(3) \| 1-0 til Spanien \| \| 2 \| Alexei Popyrin \| Pedro Martínez \| 6-4, 6-4 \| 1-1 \| \| 3 \| Matthew Ebden Max Purcell \| Marcel Granollers Pedro Martínez \| 7-5, 4-6, 4-6 \| 2-1 til Spanien \| |                           |                                  |                  |                 |
| Kamp | Australien                | Spanien                          | Resultat         | Stilling        |
| 1 | Jordan Thompson           | Pablo Carreño Busta              | 6-2, 2-6, 6-7(3) | 1-0 til Spanien |
| 2 | Alexei Popyrin            | Pedro Martínez                   | 6-4, 6-4         | 1-1             |
| 3 | Matthew Ebden Max Purcell | Marcel Granollers Pedro Martínez | 7-5, 4-6, 4-6    | 2-1 til Spanien |

#### Gruppe C
Gruppe C blev afviklet i Hengqin Tennis Center i Zhuhai, Kina.
Stilling
| Plac. | Hold      | Holdkampe (V-T) | Kampe (V-T)   | Sæt (V-T)      | Partier (V-T)     |
| ----- | --------- | --------------- | ------------- | -------------- | ----------------- |
| 1.    | USA       | 3–0             | 8–1 (88,89 %) | 16–7 (69,57 %) | 126–110 (53,39 %) |
| 2.    | Tyskland  | 2–1             | 7–2 (77,78 %) | 15–5 (75 %)    | 114–87 (56,72 %)  |
| 3.    | Chile     | 1–2             | 2–7 (22,22 %) | 8–16 (33,33 %) | 111–131 (45,87 %) |
| 4.    | Slovakiet | 0–3             | 1–8 (11,11 %) | 6–17 (26,09 %) | 102–125 (44,93 %) |

Holdkampe
| \| Kamp \| Tyskland \| Slovakiet \| Resultat \| Stilling \| \| 1 \| Maximilian Marterer \| Lukáš Klein \| 6-4, 7-5 \| 1-0 til Tyskland \| \| 2 \| Yannick Hanfmann \| Jozef Kovalík \| 3-6, 6-3, 7-6(3) \| 2-0 til Tyskland \| \| 3 \| Kevin Krawietz Tim Pütz \| Lukáš Klein Igor Zelenay \| 7-5, 6-3 \| 3-0 til Tyskland \| |                         |                          |                  |                  |
| Kamp | Tyskland                | Slovakiet                | Resultat         | Stilling         |
| 1 | Maximilian Marterer     | Lukáš Klein              | 6-4, 7-5         | 1-0 til Tyskland |
| 2 | Yannick Hanfmann        | Jozef Kovalík            | 3-6, 6-3, 7-6(3) | 2-0 til Tyskland |
| 3 | Kevin Krawietz Tim Pütz | Lukáš Klein Igor Zelenay | 7-5, 6-3         | 3-0 til Tyskland |

| \| Kamp \| USA \| Chile \| Resultat \| Stilling \| \| 1 \| Reilly Opelka \| Cristian Garín \| 6-3, 4-6, 7-6(3) \| 1-0 til USA \| \| 2 \| Brandon Nakashima \| Alejandro Tabilo \| 7-6(5), 2-6, 7-6(3) \| 2-0 til USA \| \| 3 \| Austin Krajicek Rajeev Ram \| Tomás Barrios Vera Matías Soto \| 4-6, 6-4, 7-6(3) \| 3-0 til USA \| |                            |                                |                     |             |
| Kamp | USA                        | Chile                          | Resultat            | Stilling    |
| 1 | Reilly Opelka              | Cristian Garín                 | 6-3, 4-6, 7-6(3)    | 1-0 til USA |
| 2 | Brandon Nakashima          | Alejandro Tabilo               | 7-6(5), 2-6, 7-6(3) | 2-0 til USA |
| 3 | Austin Krajicek Rajeev Ram | Tomás Barrios Vera Matías Soto | 4-6, 6-4, 7-6(3)    | 3-0 til USA |

| \| Kamp \| Tyskland \| Chile \| Resultat \| Stilling \| \| 1 \| Maximilian Marterer \| Tomás Barrios Vera \| 6-1, 6-3 \| 1-0 til Tyskland \| \| 2 \| Yannick Hanfmann \| Alejandro Tabilo \| 7-5, 6-4 \| 2-0 til Tyskland \| \| 3 \| Kevin Krawietz Tim Pütz \| Tomás Barrios Vera Matías Soto \| 6-1, 6-3 \| 3-0 til Tyskland \| |                         |                                |          |                  |
| Kamp | Tyskland                | Chile                          | Resultat | Stilling         |
| 1 | Maximilian Marterer     | Tomás Barrios Vera             | 6-1, 6-3 | 1-0 til Tyskland |
| 2 | Yannick Hanfmann        | Alejandro Tabilo               | 7-5, 6-4 | 2-0 til Tyskland |
| 3 | Kevin Krawietz Tim Pütz | Tomás Barrios Vera Matías Soto | 6-1, 6-3 | 3-0 til Tyskland |

| \| Kamp \| USA \| Slovakiet \| Resultat \| Stilling \| \| 1 \| Mackenzie McDonald \| Lukáš Klein \| 6-4, 6-3 \| 1-0 til USA \| \| 2 \| Brandon Nakashima \| Jozef Kovalík \| 6-3, 6-3 \| 2-0 til USA \| \| 3 \| Austin Krajicek Rajeev Ram \| Norbert Gombos Lukáš Klein \| 6-7(4), 7-6(4), [10-1] \| 3-0 til USA \| |                            |                            |                        |             |
| Kamp | USA                        | Slovakiet                  | Resultat               | Stilling    |
| 1 | Mackenzie McDonald         | Lukáš Klein                | 6-4, 6-3               | 1-0 til USA |
| 2 | Brandon Nakashima          | Jozef Kovalík              | 6-3, 6-3               | 2-0 til USA |
| 3 | Austin Krajicek Rajeev Ram | Norbert Gombos Lukáš Klein | 6-7(4), 7-6(4), [10-1] | 3-0 til USA |

| \| Kamp \| Tyskland \| USA \| Resultat \| Stilling \| \| 1 \| Henri Squire \| Reilly Opelka \| 7-6(4), 6-7(9), 3-6 \| 1-0 til USA \| \| 2 \| Maximilian Marterer \| Brandon Nakashima \| 4-6, 2-6 \| 2-0 til USA \| \| 3 \| Kevin Krawietz Tim Pütz \| Austin Krajicek Rajeev Ram \| 6-1, 7-6(4) \| 2-1 til USA \| |                         |                            |                     |             |
| Kamp | Tyskland                | USA                        | Resultat            | Stilling    |
| 1 | Henri Squire            | Reilly Opelka              | 7-6(4), 6-7(9), 3-6 | 1-0 til USA |
| 2 | Maximilian Marterer     | Brandon Nakashima          | 4-6, 2-6            | 2-0 til USA |
| 3 | Kevin Krawietz Tim Pütz | Austin Krajicek Rajeev Ram | 6-1, 7-6(4)         | 2-1 til USA |

| \| Kamp \| Slovakiet \| Chile \| Resultat \| Stilling \| \| 1 \| Norbert Gombos \| Cristian Garín \| 6-2, 1-6, 2-6 \| 1-0 til Chile \| \| 2 \| Jozef Kovalík \| Alejandro Tabilo \| 6-4, 6-7(5), 6-1 \| 1-1 \| \| 3 \| Norbert Gombos Lukáš Klein \| Tomás Barrios Vera Nicolás Jarry \| 4-6, 7-6(3), 6-7(5) \| 2-1 til Chile \| |                            |                                  |                     |               |
| Kamp | Slovakiet                  | Chile                            | Resultat            | Stilling      |
| 1 | Norbert Gombos             | Cristian Garín                   | 6-2, 1-6, 2-6       | 1-0 til Chile |
| 2 | Jozef Kovalík              | Alejandro Tabilo                 | 6-4, 6-7(5), 6-1    | 1-1           |
| 3 | Norbert Gombos Lukáš Klein | Tomás Barrios Vera Nicolás Jarry | 4-6, 7-6(3), 6-7(5) | 2-1 til Chile |

#### Gruppe D
Gruppe D blev afviklet i Manchester Arena i Manchester, Storbritannien.
Stilling
| Plac. | Hold           | Holdkampe (V-T) | Kampe (V-T)   | Sæt (V-T)      | Partier (V-T)    |
| ----- | -------------- | --------------- | ------------- | -------------- | ---------------- |
| 1.    | Canada         | 3–0             | 7–2 (77,78 %) | 15–4 (78,95 %) | 111–77 (59,04 %) |
| 2.    | Argentina      | 2–1             | 6–3 (66,67 %) | 12–9 (57,14 %) | 112–98 (53,33 %) |
| 3.    | Storbritannien | 1–2             | 4–5 (44,44 %) | 8–10 (44,44 %) | 97–104 (48,26 %) |
| 4.    | Finland        | 0–3             | 1–8 (11,11 %) | 4–16 (20 %)    | 83–124 (40,1 %)  |

Holdkampe
| \| Kamp \| Canada \| Argentina \| Resultat \| Stilling \| \| 1 \| Denis Shapovalov \| Francisco Cerúndolo \| 7-5, 6-3 \| 1-0 til Canada \| \| 2 \| Félix Auger-Aliassime \| Sebastián Báez \| 6-3, 6-3 \| 2-0 til Canada \| \| 3 \| Vasek Pospisil Denis Shapovalov \| Máximo González Andrés Molteni \| 6-2, 3-6, 2-6 \| 2-1 til Canada \| |                                 |                                |               |                |
| Kamp | Canada                          | Argentina                      | Resultat      | Stilling       |
| 1 | Denis Shapovalov                | Francisco Cerúndolo            | 7-5, 6-3      | 1-0 til Canada |
| 2 | Félix Auger-Aliassime           | Sebastián Báez                 | 6-3, 6-3      | 2-0 til Canada |
| 3 | Vasek Pospisil Denis Shapovalov | Máximo González Andrés Molteni | 6-2, 3-6, 2-6 | 2-1 til Canada |

| \| Kamp \| Finland \| Storbritannien \| Resultat \| Stilling \| \| 1 \| Eero Vasa \| Daniel Evans \| 6-7(3), 2-6 \| 1-0 til Storbritannien \| \| 2 \| Otto Virtanen \| Billy Harris \| 4-6, 6-7(4) \| 2-0 til Storbritannien \| \| 3 \| Harri Heliövaara Otto Virtanen \| Daniel Evans Neal Skupski \| 7-6(4), 7-5 \| 2-1 til Storbritannien \| |                                |                           |             |                        |
| Kamp | Finland                        | Storbritannien            | Resultat    | Stilling               |
| 1 | Eero Vasa                      | Daniel Evans              | 6-7(3), 2-6 | 1-0 til Storbritannien |
| 2 | Otto Virtanen                  | Billy Harris              | 4-6, 6-7(4) | 2-0 til Storbritannien |
| 3 | Harri Heliövaara Otto Virtanen | Daniel Evans Neal Skupski | 7-6(4), 7-5 | 2-1 til Storbritannien |

| \| Kamp \| Canada \| Finland \| Resultat \| Stilling \| \| 1 \| Denis Shapovalov \| Eero Vasa \| 7-6(2), 6-2 \| 1-0 til Canada \| \| 2 \| Félix Auger-Aliassime \| Otto Virtanen \| 6-2, 6-3 \| 2-0 til Canada \| \| 3 \| Félix Auger-Aliassime Denis Shapovalov \| Harri Heliövaara Otto Virtanen \| 6-2, 7-5 \| 3-0 til Canada \| |                                        |                                |             |                |
| Kamp | Canada                                 | Finland                        | Resultat    | Stilling       |
| 1 | Denis Shapovalov                       | Eero Vasa                      | 7-6(2), 6-2 | 1-0 til Canada |
| 2 | Félix Auger-Aliassime                  | Otto Virtanen                  | 6-2, 6-3    | 2-0 til Canada |
| 3 | Félix Auger-Aliassime Denis Shapovalov | Harri Heliövaara Otto Virtanen | 6-2, 7-5    | 3-0 til Canada |

| \| Kamp \| Storbritannien \| Argentina \| Resultat \| Stilling \| \| 1 \| Daniel Evans \| Tomás Martín Etcheverry \| 2-6, 5-7 \| 1-0 til Argentina \| \| 2 \| Jack Draper \| Francisco Cerúndolo \| 6-7(4), 5-7 \| 2-0 til Argentina \| \| 3 \| Daniel Evans Neal Skupski \| Máximo González Andrés Molteni \| 6-3, 7-5 \| 2-1 til Argentina \| |                           |                                |             |                   |
| Kamp | Storbritannien            | Argentina                      | Resultat    | Stilling          |
| 1 | Daniel Evans              | Tomás Martín Etcheverry        | 2-6, 5-7    | 1-0 til Argentina |
| 2 | Jack Draper               | Francisco Cerúndolo            | 6-7(4), 5-7 | 2-0 til Argentina |
| 3 | Daniel Evans Neal Skupski | Máximo González Andrés Molteni | 6-3, 7-5    | 2-1 til Argentina |

| \| Kamp \| Finland \| Argentina \| Resultat \| Stilling \| \| 1 \| Eero Vasa \| Tomás Martín Etcheverry \| 6-7(5), 3-6 \| 1-0 til Argentina \| \| 2 \| Otto Virtanen \| Francisco Cerúndolo \| 7-6(4), 1-6, 0-6 \| 2-0 til Argentina \| \| 3 \| Harri Heliövaara Patrick Kaukovalta \| Máximo González Andrés Molteni \| 7-6(3), 4-6, 3-6 \| 3-0 til Argentina \| |                                     |                                |                  |                   |
| Kamp | Finland                             | Argentina                      | Resultat         | Stilling          |
| 1 | Eero Vasa                           | Tomás Martín Etcheverry        | 6-7(5), 3-6      | 1-0 til Argentina |
| 2 | Otto Virtanen                       | Francisco Cerúndolo            | 7-6(4), 1-6, 0-6 | 2-0 til Argentina |
| 3 | Harri Heliövaara Patrick Kaukovalta | Máximo González Andrés Molteni | 7-6(3), 4-6, 3-6 | 3-0 til Argentina |

| \| Kamp \| Canada \| Storbritannien \| Resultat \| Stilling \| \| 1 \| Denis Shapovalov \| Daniel Evans \| 6-0, 7-5 \| 1-0 til Canada \| \| 2 \| Félix Auger-Aliassime \| Jack Draper \| 7-6(8), 7-5 \| 2-0 til Canada \| \| 3 \| Gabriel Diallo Alexis Galarneau \| Henry Patten Neal Skupski \| 6-7(4), 4-6 \| 2-1 til Canada \| |                                 |                           |             |                |
| Kamp | Canada                          | Storbritannien            | Resultat    | Stilling       |
| 1 | Denis Shapovalov                | Daniel Evans              | 6-0, 7-5    | 1-0 til Canada |
| 2 | Félix Auger-Aliassime           | Jack Draper               | 7-6(8), 7-5 | 2-0 til Canada |
| 3 | Gabriel Diallo Alexis Galarneau | Henry Patten Neal Skupski | 6-7(4), 4-6 | 2-1 til Canada |

### Slutspil
Slutspillet havde deltagelse af de otte hold, der endte på første- eller andenpladsen i deres gruppe i gruppespillet.

#### Format
De fire gruppevindere fra grundspillet, Italien, Spanien, USA og Canada, blev seedet, og deres placering i lodtrækningstræet var på forhånd bestemt, idet
- vinderen af gruppe A blev placeret på linje 1.
- vinderen af gruppe B blev placeret på linje 2.
- vinderen af gruppe C blev placeret på linje 3.
- vinderen af gruppe D blev placeret på linje 6.

De seedede holds modstandere blev fundet ved ved lodtrækning blandt de hold, der var sluttet andenpladsen i deres gruppe i gruppespillet, således at:
- toerne fra gruppe A og C blev ved lodtrækning fordelt på linje 5 og 7.
- toerne fra gruppe B og D blev ved lodtrækning fordelt på linje 2 og 4.

#### Lodtrækning
Lodtrækningen blev foretaget den 19. september 2024 og fik følgende resultat.
| Kvartfinaler | Kvartfinaler | Kvartfinaler |  |    | Semifinaler | Semifinaler | Semifinaler |  |  | Finale | Finale  | Finale |
|              |              |              |  |    |             |             |             |  |  |        |         |        |
| A1           | Italien      | 2            |  |    |             |             |             |  |  |        |         |        |
| D2           | Argentina    | 1            |  |    | A1          | Italien     | 2           |  |  |        |         |        |
| C1           | USA          | 1            |  | B2 | Australien  | 0           |             |  |  |        |         |        |
| B2           | Australien   | 2            |  |    |             |             |             |  |  | A1     | Italien | 2      |
| C2           | Tyskland     | 2            |  |    |             |             |             |  |  | A2     | Holland | 0      |
| D1           | Canada       | 0            |  |    | C2          | Tyskland    | 0           |  |  |        |         |        |
| A2           | Holland      | 2            |  | A2 | Holland     | 2           |             |  |  |        |         |        |
| B1           | Spanien      | 1            |  |    |             |             |             |  |  |        |         |        |

#### Holdopstilling
| Hold            | Spiller nr. 1      | Spiller nr. 2           | Spiller nr. 3           | Spiller nr. 4      | Spiller nr. 5     | Holdkaptajn      |
| --------------- | ------------------ | ----------------------- | ----------------------- | ------------------ | ----------------- | ---------------- |
| Italien (A1)    | Jannik Sinner      | Lorenzo Musetti         | Matteo Berrettini       | Andrea Vavassori   | Simone Bolelli    | Filippo Volandri |
| Spanien (B1)    | Carlos Alcaraz     | Pedro Martínez          | Roberto Bautista Agut   | Rafael Nadal       | Marcel Granollers | David Ferrer     |
| USA (C1)        | Taylor Fritz       | Tommy Paul              | Ben Shelton             | Austin Krajicek    | Rajeev Ram        | Bob Bryan        |
| Canada (D1)     | Denis Shapovalov   | Gabriel Diallo          | Alexis Galarneau        | Milos Raonic       | Vasek Pospisil    | Frank Dancevic   |
| Holland (A2)    | Tallon Griekspoor  | Botic van de Zandschulp | Jesper de Jong          | Wesley Koolhof     |                   | Paul Haarhuis    |
| Australien (B2) | Alex de Minaur     | Alexei Popyrin          | Jordan Thompson         | Thanasi Kokkinakis | Matthew Ebden     | Lleyton Hewitt   |
| Tyskland (C2)   | Jan-Lennard Struff | Daniel Altmaier         | Yannick Hanfmann        | Kevin Krawietz     | Tim Pütz          | Michael Kohlmann |
| Argentina (D2)  | Sebastián Báez     | Francisco Cerúndolo     | Tomás Martín Etcheverry | Máximo González    | Andrés Molteni    | Guillermo Coria  |

#### Kvartfinaler
| \| Kamp \| Italien \| Argentina \| Resultat \| Stilling \| \| 1 \| Lorenzo Musetti \| Francisco Cerúndolo \| 4-6, 1-6 \| 1-0 til Argentina \| \| 2 \| Jannik Sinner \| Sebastián Báez \| 6-2, 6-1 \| 1-1 \| \| 3 \| Matteo Berrettini Jannik Sinner \| Máximo González Andrés Molteni \| 6-4, 7-5 \| 2-1 til Italien \| |                                 |                                |          |                   |
| Kamp | Italien                         | Argentina                      | Resultat | Stilling          |
| 1 | Lorenzo Musetti                 | Francisco Cerúndolo            | 4-6, 1-6 | 1-0 til Argentina |
| 2 | Jannik Sinner                   | Sebastián Báez                 | 6-2, 6-1 | 1-1               |
| 3 | Matteo Berrettini Jannik Sinner | Máximo González Andrés Molteni | 6-4, 7-5 | 2-1 til Italien   |

| \| Kamp \| USA \| Australien \| Resultat \| Stilling \| \| 1 \| Ben Shelton \| Thanasi Kokkinakis \| 1-6, 6-4, 6-7(14) \| 1-0 til Australien \| \| 2 \| Taylor Fritz \| Alex de Minaur \| 6-3, 6-4 \| 1-1 \| \| 3 \| Tommy Paul Ben Shelton \| Matthew Ebden Jordan Thompson \| 4-6, 4-6 \| 2-1 til Australien \| |                        |                               |                   |                    |
| Kamp | USA                    | Australien                    | Resultat          | Stilling           |
| 1 | Ben Shelton            | Thanasi Kokkinakis            | 1-6, 6-4, 6-7(14) | 1-0 til Australien |
| 2 | Taylor Fritz           | Alex de Minaur                | 6-3, 6-4          | 1-1                |
| 3 | Tommy Paul Ben Shelton | Matthew Ebden Jordan Thompson | 4-6, 4-6          | 2-1 til Australien |

| \| Kamp \| Tyskland \| Canada \| Resultat \| Stilling \| \| 1 \| Daniel Altmaier \| Gabriel Diallo \| 7-6(5), 6-4 \| 1-0 til Tyskland \| \| 2 \| Jan-Lennard Struff \| Denis Shapovalov \| 4-6, 7-5, 7-6(5) \| 2-0 til Tyskland \| \| 3 \| Kevin Krawietz Tim Pütz \| Vasek Pospisil Denis Shapovalov \| Ikke spillet \| \| |                         |                                 |                  |                  |
| Kamp | Tyskland                | Canada                          | Resultat         | Stilling         |
| 1 | Daniel Altmaier         | Gabriel Diallo                  | 7-6(5), 6-4      | 1-0 til Tyskland |
| 2 | Jan-Lennard Struff      | Denis Shapovalov                | 4-6, 7-5, 7-6(5) | 2-0 til Tyskland |
| 3 | Kevin Krawietz Tim Pütz | Vasek Pospisil Denis Shapovalov | Ikke spillet     |                  |

| \| Kamp \| Holland \| Spanien \| Resultat \| Stilling \| \| 1 \| Botic van de Zandschulp \| Rafael Nadal \| 6-4, 6-4 \| 1-0 til Holland \| \| 2 \| Tallon Griekspoor \| Carlos Alcaraz \| 6-7(0), 3-6 \| 1-1 \| \| 3 \| Wesley Koolhof Botic van de Zandshulp \| Carlos Alcaraz Marcel Granollers \| 7-6(4), 7-6(3) \| 2-1 til Holland \| |                                       |                                  |                |                 |
| Kamp | Holland                               | Spanien                          | Resultat       | Stilling        |
| 1 | Botic van de Zandschulp               | Rafael Nadal                     | 6-4, 6-4       | 1-0 til Holland |
| 2 | Tallon Griekspoor                     | Carlos Alcaraz                   | 6-7(0), 3-6    | 1-1             |
| 3 | Wesley Koolhof Botic van de Zandshulp | Carlos Alcaraz Marcel Granollers | 7-6(4), 7-6(3) | 2-1 til Holland |

#### Semifinaler
| \| Kamp \| Italien \| Australien \| Resultat \| Stilling \| \| 1 \| Matteo Berrettini \| Thanasi Kokkinakis \| 6-7(6), 6-3, 7-5 \| 1-0 til Italien \| \| 2 \| Jannik Sinner \| Alex de Minaur \| 6-3, 6-4 \| 2-0 til Italien \| \| 3 \| Simone Bolelli Andrea Vavassori \| Matthew Ebden Jordan Thompson \| Ikke spillet \| \| |                                 |                               |                  |                 |
| Kamp | Italien                         | Australien                    | Resultat         | Stilling        |
| 1 | Matteo Berrettini               | Thanasi Kokkinakis            | 6-7(6), 6-3, 7-5 | 1-0 til Italien |
| 2 | Jannik Sinner                   | Alex de Minaur                | 6-3, 6-4         | 2-0 til Italien |
| 3 | Simone Bolelli Andrea Vavassori | Matthew Ebden Jordan Thompson | Ikke spillet     |                 |

| \| Kamp \| Tyskland \| Holland \| Resultat \| Stilling \| \| 1 \| Daniel Altmaier \| Botic van de Zandschulp \| 4-6, 7-6(12), 3-6 \| 1-0 til Holland \| \| 2 \| Jan-Lennard Struff \| Tallon Griekspoor \| 7-6(4), 5-7, 4-6 \| 2-0 til Holland \| \| 3 \| Kevin Krawietz Tim Pütz \| Wesley Koolhof Botic van de Zandschulp \| Ikke spillet \| \| |                         |                                        |                   |                 |
| Kamp | Tyskland                | Holland                                | Resultat          | Stilling        |
| 1 | Daniel Altmaier         | Botic van de Zandschulp                | 4-6, 7-6(12), 3-6 | 1-0 til Holland |
| 2 | Jan-Lennard Struff      | Tallon Griekspoor                      | 7-6(4), 5-7, 4-6  | 2-0 til Holland |
| 3 | Kevin Krawietz Tim Pütz | Wesley Koolhof Botic van de Zandschulp | Ikke spillet      |                 |

#### Finale
| \| Kamp \| Italien \| Holland \| Resultat \| Stilling \| \| 1 \| Matteo Berrettini \| Botic van de Zandschulp \| 6-4, 6-2 \| 1-0 til Italien \| \| 2 \| Jannik Sinner \| Tallon Griekspoor \| 7-6(2), 6-2 \| 2-0 til Italien \| \| 3 \| Simone Bolelli Andrea Vavassori \| Wesley Koolhof Botic van de Zandschulp \| Ikke spillet \| \| |                                 |                                        |              |                 |
| Kamp | Italien                         | Holland                                | Resultat     | Stilling        |
| 1 | Matteo Berrettini               | Botic van de Zandschulp                | 6-4, 6-2     | 1-0 til Italien |
| 2 | Jannik Sinner                   | Tallon Griekspoor                      | 7-6(2), 6-2  | 2-0 til Italien |
| 3 | Simone Bolelli Andrea Vavassori | Wesley Koolhof Botic van de Zandschulp | Ikke spillet |                 |

## World Group I
I World Group I spillede 24 hold om 12 pladser i kvalifikation til Davis Cup 2025. 
World Group I havde deltagelse af:
- 12 hold, der havde tabt deres kamp i kvalifikationen.
- 12 hold, der havde vundet deres kamp i World Group I playoff.

De 24 hold mødtes i 12 playoff-kampe, og de 12 vindere kvalificerede sig til kvalifikationen ved Davis Cup 2025, mens de 12 tabende hold måtte tage til takke med spil i World Group I playoff året efter.
| Hjemmehold     | Udehold                  | Res. | Spillested                     | By                      |
| -------------- | ------------------------ | ---- | ------------------------------ | ----------------------- |
| Serbien [1]    | Grækenland               | 3–1  | Hala Aleksandar Nikolić        | Beograd, Serbien        |
| Kroatien [2]   | Litauen                  | 4–0  | Arena Varaždin                 | Varaždin, Kroatien      |
| Sverige [3]    | Indien                   | 4–0  | Kungl. Tennishallen            | Stockholm, Sverige      |
| Kasakhstan [4] | Danmark                  | 1–3  | Beeline Arena                  | Astana, Kasakhstan      |
| Polen          | Sydkorea [5]             | 1–3  | CRS w Zielonej Górze           | Zielona Góra, Polen     |
| Schweiz [6]    | Peru                     | 4–0  | Swiss Tennis Arena             | Biel/Bienne, Schweiz    |
| Egypten        | Ungarn [7]               | 2–3  | Gezira Sporting Club           | Cairo, Egypten          |
| Norge          | Portugal [8]             | 3–1  | Nadderud Arena                 | Bekkestua, Norge        |
| Østrig [9]     | Tyrkiet                  | 3–0  | Sportaktivpark Bad Waltersdorf | Bad Waltersdorf, Østrig |
| Taiwan         | Bosnien-Hercegovina [10] | 3–2  | Taipei Tennis Center           | Taipei, Taiwan          |
| Israel [11]    | Ukraine                  | 3–1  | Herodotou Tennis Academy       | Larnaca, Cypern         |
| Japan          | Colombia [12]            | 3–1  | Ariake Coliseum                | Tokyo, Japan            |

## World Group II
I World Group II spillede 24 hold om 12 pladser i World Group I playoff ved Davis Cup 2025. 
World Group II havde deltagelse af:
- 12 hold, der havde tabt deres kamp i World Group I playoff.
- 12 hold, der havde vundet deres kamp i World Group II playoff.

De 24 hold mødtes i 12 playoff-kampe, og de 12 vindere kvalificerede sig til World Group I playoff ved Davis Cup 2025, mens de 12 tabende hold måtte tage til takke med spil i World Group II playoff året efter.
De 12 bedste hold blev seedet i henhold til Davis Cup-ranglisten, hvor fire af holdene, Pakistan, Letland, Mexico og New Zealand delte 46.-pladsen, og derfor blev der trukket lod om seedningerne 5-8. I hvert opgør gik hjemmebanefordelen til det hold, der i det seneste opgør mellem de to hold havde haft udebane. Hvis holdene ikke havde mødt hinanden tidligere, blev der trukket lod.
| Hjemmehold | Udehold       | Res. | Spillested                                  | By                            |
| --- | ------------- | ---- | ------------------------------------------- | ----------------------------- |
| Rumænien [1] | Kina          | 3–2  | Sala Polivalenta din Craiova                | Craiova, Rumænien             |
| Hongkong | Ecuador [2]   | 2–3  | Victoria Park Tennis Stadium                | Hongkong, Kina                |
| Usbekistan [3] | Estland       | 3–1  | Sakhovat Sport Servis                       | Tasjkent, Usbekistan          |
| Bulgarien [4] | El Salvador   | 3–2  | Tenis Klub Lokomotiv                        | Plovdiv, Bulgarien            |
| Barbados | Pakistana [5] | 3–1  | National Tennis Center                      | Bridgetown, Barbados          |
| Togo | Letland [6]   | 4–0  | Stade Omnisports De Lomé                    | Lomé, Togo                    |
| Georgien | Mexicoa [7]   | 3–2  | Aleks Metreveli Tennis Kompleks "Mziuri"    | Tbilisi, Georgien             |
| New Zealand [8] | Luxembourg    | 2–3  | Fly Palmy Arena                             | Palmerston North, New Zealand |
| Tunesien | Irland [9]    | 3–2  | Tennis Club de l'Avenir Sportif de la Marsa | Tunis, Tunesien               |
| Libanon [10] | Sydafrika     | 3–1  | Palm Hills Sports Club                      | Cairo, Egypten                |
| Marokko [11] | Monaco        | 0–4  | Royal Tennis Club de Marrakech              | Marrakech, Marokko            |
| Bolivia | Uruguay [12]  | 1–3  | Las Palmas Country Club                     | Santa Cruz, Bolivia           |
| a På grund af en revidering af Davis Cup-strukturen blev de to højest rangerede hold af de tabende hold ekstraordinært tildelt en plads i næste sæsons World Group I playoff. Fire hold delte imidlertid 46.-pladsen på Davis Cup-ranglisten, Letland, Mexico, New Zealand og Pakistan, så der blev trukket lod blande de fire hold, hvorved Mexico og Pakistan vandt de to pladser i World Group I playoff. |               |      |                                             |                               |

## Gruppe III
Gruppe III havde deltagelse af 32 hold, der spillede om 12 pladser til World Group II playoff. Holdene var inddelt i fire regionale turneringer:
- I Afrika spillede 6 hold om 3 pladser i World Group II playoff.
- I Amerika spillede 9 hold om 3 pladser i World Group II playoff.
- I Asien/Oceanien spillede 10 hold om 3 pladser i World Group II playoff.
- I Europa spillede 7 hold om 3 pladser i World Group II playoff.

Samtidig spillede holdene i hver region om at undgå 2 nedrykningspladser til Gruppe IV.
| Region                                  | Afrika | Amerika | Asien/Oceanien | Europa |
| --------------------------------------- | --- | --- | --- | --- |
| Kvalificeret til World Group II playoff | Namibia · Nigeria (O) · Zimbabwe | Dominikanske Republik · Paraguay · Venezuela | Thailand (N) · Saudi-Arabien · Syrien (O) | Cypern · Montenegro · Slovenien (N) |
| Forbliven i Gruppe III                  | Benina | Puerto Rico (O) · Costa Rica · Bermuda · Jamaicaa (N) | Vietnam · Jordan · Singapore (O) · Indonesiena (N) · Iran | Moldovaa · Nordmakedonien |
| Nedrykning til Gruppe IV                | Ghana (O) · Elfenbenskysten | Bahamas · Guatemala (O) | Malaysia · Pacific Oceania | Kosovo (O) · Aserbajdsjan (O) |
| Noter                                   | (N) Nedrykker fra World Group II (O) Oprykker fra Gruppe IV a På grund af en revidering af Davis Cup-strukturen blev opnåede yderligere fire hold en plads i World Group II playoff. Pladserne gik til de fire højest rangerede blandt de hold i gruppe III, der i første omgang ikke havde kvalificeret sig til World Group II playoff: Benin, Indonesien, Jamaica og Moldova. | (N) Nedrykker fra World Group II (O) Oprykker fra Gruppe IV a På grund af en revidering af Davis Cup-strukturen blev opnåede yderligere fire hold en plads i World Group II playoff. Pladserne gik til de fire højest rangerede blandt de hold i gruppe III, der i første omgang ikke havde kvalificeret sig til World Group II playoff: Benin, Indonesien, Jamaica og Moldova. | (N) Nedrykker fra World Group II (O) Oprykker fra Gruppe IV a På grund af en revidering af Davis Cup-strukturen blev opnåede yderligere fire hold en plads i World Group II playoff. Pladserne gik til de fire højest rangerede blandt de hold i gruppe III, der i første omgang ikke havde kvalificeret sig til World Group II playoff: Benin, Indonesien, Jamaica og Moldova. | (N) Nedrykker fra World Group II (O) Oprykker fra Gruppe IV a På grund af en revidering af Davis Cup-strukturen blev opnåede yderligere fire hold en plads i World Group II playoff. Pladserne gik til de fire højest rangerede blandt de hold i gruppe III, der i første omgang ikke havde kvalificeret sig til World Group II playoff: Benin, Indonesien, Jamaica og Moldova. |

### Afrika
Gruppe III Afrika blev spillet den 15. - 20. juli 2024 i National Tennis Centre i Abuja, Nigeria med deltagelse af 6 hold, der spillede om tre oprykningspladser til World Group II playoff og om at undgå to nedrykningspladser til Gruppe IV.

### Amerika
Gruppe III Amerika blev spillet den 17. - 22. juni 2024 i Club Internacional de Tenis i Asunción, Paraguay med deltagelse af 9 hold, der spillede om tre oprykningspladser til World Group II playoff og om at undgå to nedrykningspladser til Gruppe IV.

### Asien/Oceanien
Gruppe III Asien/Oceanien blev spillet den 10. - 15. juni 2024 i Jordan Tennis Federation i Amman, Jordan med deltagelse af 10 hold, der spillede om tre oprykningspladser til World Group II playoff og om at undgå to nedrykningspladser til Gruppe IV.

### Europa
Gruppe III Europa blev spillet den 19. - 22. juni 2024 i Tennis Club Bellevue i Ulcinj, Montenegro med deltagelse af 7 hold, der spillede om tre oprykningspladser til World Group II playoff og om at undgå to nedrykningspladser til Gruppe IV.

## Gruppe IV
Gruppe IV havde deltagelse af 33 hold, der spillede om 8 oprykningspladser til Gruppe III. Holdene var inddelt i fire regionale turneringer:
- I Afrika spillede 8 hold om 2 oprykningspladser til Gruppe III.
- I Amerika spillede 10 hold om 2 oprykningspladser til Gruppe III.
- I Asien/Oceanien spillede 8 hold om 2 oprykningspladser til Gruppe III.
- I Europa spillede 7 hold om 2 oprykningspladser til Gruppe III.

| Region                   | Afrika                                                              | Amerika                                                                                                  | Asien/Oceanien                                         | Europa                                                       |
| ------------------------ | ------------------------------------------------------------------- | --- | ------------------------------------------------------ | ------------------------------------------------------------ |
| Oprykning til Gruppe III | Senegal (N) · Algeriet (N)                                          | Aruba · Honduras (N)                                                                                     | Cambodja (N) · Sri Lanka (N)                           | Malta (N) · Armenien                                         |
| Forbliven i Gruppe IV    | Demokratiske Republik Congo (O) · Burkina Faso (O) · Angola · Kenya | Nicaragua · Cuba · Antigua og Barbuda · Amerikanske Jomfruøer · Haiti · Trinidad og Tobago · Saint Lucia | Qatar (O) · Kuwait · Kirgisistan · Irak                | Liechtenstein · San Marino (N) · Albanien · Andorra · Island |
| Nedrykning til Gruppe V  | Rwanda · Cameroun                                                   | Ingen nedrykkere                                                                                         | Myanmar (O) · Forenede Arabiske Emirater               | Ingen nedrykkere                                             |
| Noter                    | (N) Nedrykker fra Gruppe III (O) Oprykker fra Gruppe V              | (N) Nedrykker fra Gruppe III (O) Oprykker fra Gruppe V                                                   | (N) Nedrykker fra Gruppe III (O) Oprykker fra Gruppe V | (N) Nedrykker fra Gruppe III (O) Oprykker fra Gruppe V       |

### Afrika
Gruppe IV Afrika blev spillet den 19. - 22. juni 2024 i Academia de Tenis Kikuxi Villas Club i Luanda, Angola med deltagelse af 8 hold, der spillede om to oprykningspladser til Gruppe III og om at undgå to nedrykningspladser til Gruppe V.

### Amerika
Gruppe IV Amerika blev spillet den 22. - 27. juli 2024 i National Racquet Centre i Tacarigua, Trinidad og Tobago med deltagelse af 10 hold, der spillede om to oprykningspladser til Gruppe III.

### Asien/Oceanien
Gruppe IV Asien/Oceanien blev spillet den 10. - 13. juli 2024 i Morodok Techo National Sports Complex i Phnom Penh, Cambodja med deltagelse af 8 hold, der spillede om to oprykningspladser til Gruppe III og om at undgå to nedrykningspladser til Gruppe V.

### Europa
Gruppe IV Europa blev spillet den 12. - 15. juni 2024 i National Sport Park i Tirana, Albanien med deltagelse af 7 hold, der spillede om to oprykningspladser til Gruppe III.

## Gruppe V
Gruppe V havde deltagelse af 30 hold, der spillede om fire oprykningspladser til Gruppe IV. Holdene var inddelt i to regionale turneringer:
- I Afrika spillede 15 hold om 2 oprykningspladser til Gruppe IV.
- I Asien/Oceanien spillede 15 hold om 2 oprykningspladser til Gruppe IV.

| Region                  | Afrika | Asien/Oceanien |
| ----------------------- | --- | --- |
| Oprykning til Gruppe IV | Gabon · Mauritius | Nepal · Filippinerne |
| Forbliven i Gruppe V    | Botswana (N) · Mozambique (N) · Madagaskar · Uganda · Etiopien · Tanzania · Lesotho · Sudan · Mauretanien · Djibouti · Congo · Seychellerne · Libyen | Bahrain · Nordmarianerne · Guam (N) · Bangladesh · Turkmenistan (N) · Laos · Brunei · Yemen · Macao · Bhutan · Mongoliet · Maldiverne · Tadsjikistan |
| Noter                   | (N) Nedrykker fra Gruppe IV | (N) Nedrykker fra Gruppe IV |

### Afrika
Gruppe V Afrika blev spillet den 17. - 20. juli 2024 i National Tennis Centre i Gaborone, Botswana med deltagelse af 15 hold, der spillede om to oprykningspladser til Gruppe IV.

### Asien/Oceanien
Gruppe V Asien/Oceanien blev spillet den 20. - 23. november 2024 i Bahrain Polytechnic University i Isa Town, Bahrain med deltagelse af 15 hold, der spillede om to oprykningspladser til Gruppe IV.